# Evgenij Soloženkin
Evgenij Soloženkin (in russo Евгений Александрович Соложенкин?; Leningrado, 31 luglio 1966) è uno scacchista russo (sovietico fino al 1992).
Divenne Grande maestro nel 1993.

## Principali risultati
- 1986 : vince il 59º campionato di Leningrado
- 1993 : vince l'open di Cappelle la Grande, davanti a 19 GM e 61 IM (416 partecipanti)
- 1998 : vince il torneo "Heart of Finland" di Jyväskylä
- 1998 : vince il 71º campionato di Leningrado
- 1999 : vince il 41º torneo di Capodanno di Reggio Emilia
- 1999 : 5º al campionato di Parigi (vinto da Ashot Anastasian, 225 partecipanti)
- 2000 : 3º a Padova (dopo Gennadi Timoshenko e Erald Dervishi)

Per la ChessBase ha prodotto il DVD "Opposite-Coloured Bishop Endgames" (Finali di Alfieri di colore contrario).